# Sirig
Sirig (ćir.: Сириг , mađ.: Hadiknépe) je naselje u općini Temerin u Južnobačkom okrugu u Vojvodini.

## Povijest
Sirig je najmanje i najmlađe naselje općine Temerin koje se spominje u 15. stoljeći, a planski na današnjem mjestu je nastalo 1927. godine na pustari na kojoj su se naselilo oko 200 obitelji iz Bođana i Vajske koji su raseljeni zbog poplava Dunava 1924. i 1926. Njima je dodeljena zemlja oduzeta agrarnom reformom od Srpske pravoslavne crkve. Kasnije su se u Sirig doselilo još 25 obitelji dobrovoljaca iz banatskog sela Sokolac. Te obitelji su su bile doseljene iz Like u Banat, a morale su napustiti dodijeljenu zemlju, jer je njihov prethodni vlasnik dobio sudski spor protiv države.
Mađarski vojnici i petokolonaši iz Temerina su 13. travnja 1941. u Sirigu ubili oko 111 stanovnika i preorali seosko groblje, a strijeljane pobacali u jednu jamu zajedno s pocrkalom stokom. Strijeljanje u Sirigu je bilo prvo masovno strijeljanje u Drugom svjetskom ratu u Jugoslaviji.

## Stanovništvo
U naselju Sirig živi 3.010 stanovnika, od toga 2.335 punoljetnih stanovnika, a prosječna starost stanovništva iznosi 37,7 godina (36,6 kod muškaraca i 38,7 kod žena). U naselju ima 981 domaćinstvo a prosječan broj članova po domaćinstvu je 3,07.
Prema popisu stanovništva iz 1991. godine u naselju je živjelo 2.542 stanovnika.
| Etnički sastav 2002. |            |        |
| Narod                | Stanovnika | %      |
| Srbi                 | 1.657      | 88,27% |
| Mađari               | 111        | 3,68%  |
| Jugoslaveni          | 81         | 2,69%  |
| Hrvati               | 29         | 0,96%  |
| Slovaci              | 14         | 0,46%  |
| Crnogorci            | 10         | 0,33%  |
| Slovenci             | 8          | 0,26%  |
| Ukrajinci            | 7          | 0,23%  |
| Rusini               | 4          | 0,13%  |
| ostali               | 7          | 0,23%  |
| nepoznato            | 48         | 1,59%  |

| broj stanovnika | 1381  | 1992  | 2269  | 2201  | 2286  | 2542  | 3010  |
|                 | 1948. | 1953. | 1961. | 1971. | 1981. | 1991. | 2001. |

## Vanjske poveznice
- Karte, udaljenosti vremenska prognoza  Arhivirana inačica izvorne stranice od 15. travnja 2009. (Wayback Machine)
- Satelitska snimka naselja  Arhivirana inačica izvorne stranice od 7. ožujka 2021. (Wayback Machine)